# Casirate d'Adda
Casirate d'Adda é uma comuna italiana da região da Lombardia, província de Bérgamo, com cerca de 3.359 habitantes. Estende-se por uma área de 10 km², tendo uma densidade populacional de 336 hab/km². Faz fronteira com Arzago d'Adda, Calvenzano, Cassano d'Adda (MI), Rivolta d'Adda (CR), Treviglio.

## Demografia
| Variação demográfica do município entre 1861 e 2011                               |
|                                                                                   |
| Fonte: Istituto Nazionale di Statistica (ISTAT) - Elaboração gráfica da Wikipedia |